# Trung Jakarta
Trung Jakarta (tiếng Indonesia: Jakarta Pusat) là một trong năm thành phố hành chính (kota administrasi) tạo thành Vùng thủ đô đặc biệt Jakarta. Trung Jakarta có 902.973 cư dân theo điều tra dân số năm 2010 và 1.056.896 theo điều tra dân số năm 2020. Trung Jakarta không tự quản và không có hội đồng thành phố, do đó nó không được phân loại là một khu tự quản.
Trung Jakarta là thành phố có diện tích và dân số nhỏ nhất trong 5 thành phố của Jakarta. Nó vừa là trung tâm hành chính, chính trị của Jakarta và Indonesia. Trung Jakarta có một số khách sạn quốc tế lớn và các địa danh nổi tiếng như Khách sạn Indonesia.